# Diecezja Faro
Diecezja Faro, łac. Dioecesis Pharaonensis – diecezja Kościoła rzymskokatolickiego w Portugalii. Należy do metropolii Évory. Została erygowana 30 marca 1577.
Diecezja Faro powstała z biskupstwa Ossónoba założonego w 306, a zniszczonego w 688 przez Maurów. Ponowna próba założenia biskupstwa miała miejsce w 1189 (w Silves, do 1191) i odnowiona ostatecznie w 1253. W 1577 została przeniesiona do Faro. Wybitnymi biskupami byli m.in. Jerónimo Osório (1564-1580) i Francisco Gomes de Avelar C.O. (1789-1816).